# KIM-1
KIM-1 je skraćenica od engleske složenice "Keyboard Input Monitor" (nadzor ulaza/unosa s tipkovnice), i bilo je prvo jednopločno računalo koje je razvila tvtka MOS Technology 1976. koristeći mikroprocesor MOS 6502. Glavni dizajner KIM-1 bio je američki računalni inženjer Chuck Peddle.

## Tehničke značajke
- CPU: MCS6502
- 2x PIO MCS6530 1024 x 8 ROM, a 64 x 8 RAM, 2x 8-bit bi-directional ports, programabilni intervalni vremenski sklop
- 8x 6102 static RAM 1024 x 1 (1024 bytes)
- 6x 7-segment LEDs
- 24-tipke kalkulator tip tipkovnica
- 2x serijski pristupi
- Terminal Interface Monitor (TIM), that handled booting, keypad, sedam segmentni LED-ovi, i kazetofonska traka